# Flixton (Lothingland)
Flixton est une paroisse civile du Suffolk, en Angleterre.